# قائمة أندية كرة القدم في سلطنة عمان
تتمتع سلطنة عمان بتاريخ طويل نسبيًا في لعبة كرة القدم يعود تاريخه إلى الأربعينيات من القرن الماضي. أقدم نادي لا يزال قائماً حتى الآن في السلطنة هو نادي عمان الذي تأسس عام 1942. كما شهدت العديد من الأندية عمليات اندماج مثل نادي مسقط والسيب. يوجد حاليا في عمان 43 ناديًا معروفًا.
يشتهر نادي ظفار بأنه النادي الأكثر نجاحاً في كرة القدم العمانية، حيث أكتسب لقب "الزعيم" لحصوله على 10 ألقاب في الدوري العماني، وهو أكبر عدد من البطولات التي فاز بها النادي، كما فاز بـ 7 كؤوس للسلطان قابوس أيضًا ووصل إلى نهائي كأس أبطال الأندية الخليجية مرة واحدة في عام 1996 لكنه خسر أمام نادي النصر السعودي. كما حقق فنجا تاريخًا ناجحًا مع حصوله على 9 ألقاب في الدوري العماني، و9 كؤوس السلطان قابوس، وفاز أيضًا ببطولة الخليج للأندية عام 1989 مما جعله النادي العماني الوحيد الذي فاز دوليًا، على الرغم من امتلاكه لتاريخ ناجح، كان فنجا في حالة انهيار منذ التسعينيات، لكنه استعاد مستواه في العقد الأول من القرن الحادي والعشرين بفوزه بعدد من البطولات، أبرزها كأس السلطان قابوس التاسعة، لكنه فقد مستواه مرة أخرى في عشرينيات القرن الحادي والعشرين بعد جائحة كوفيد.

## التطور إلى دوري المحترفين
على الرغم من أن الدوري العماني لكرة القدم يتمتع بشعبية كبيرة في المجتمع المحلي، إلا أنه الاتحاد الآسيوي لكرة القدم صنفه كدوري كرة قدم من الدرجة الرابعة.

## فرق الدوري العماني للمحترفين 2014–15
| النادي   | المدينة       | المدرب                           | الملعب                                                               | سعة الملعب      |
| -------- | ------------- | -------------------------------- | -------------------------------------------------------------------- | --------------- |
| الخابورة | الخابورة      | شريف الخشاب                      | مجمع نزوى الرياضي                                                    | 10,000          |
| المصنعة  | ولاية المصنعة | مصبح السعدي (فبراير 2015–)       | ملعب السيب                                                           | 14,000          |
| النهضة   | البريمي       | برناردو تافاريس (فبراير 2015–)   | مجمع البريمي الرياضي                                                 | 10,000          |
| النصر    | صلالة         | إيدو فليغو (مارس 2015–)          | استاد السعادة / مجمع صلالة الرياضي                                   | 12,000 / 8,000  |
| العروبة  | ولاية صور     | فيليب بيرل (أكتوبر 2014–)        | مجمع صور الرياضي                                                     | 8,000           |
| السيب    | ولاية السيب   | عماد دحبور (ديسمبر 2014–)        | ملعب السيب                                                           | 14,000          |
| الشباب   | ولاية بركاء   | وليد زيد السعدي (أبريل 2015–)    | ملعب السيب                                                           | 14,000          |
| السويق   | ولاية السويق  | عبد الرزاق خيري (نوفمبر 2014–)   | ملعب السيب                                                           | 14,000          |
| بوشر     | ولاية بوشر    | زيليكو ماركوف (يناير 2015–)      | مجمع السلطان قابوس الرياضي / ستاد شرطة عمان السلطانية                | 39,000 / 18,000 |
| ظفار     | صلالة         | غريغور سيتشيتو (يناير 2015 -)    | استاد السعادة / مجمع صلالة الرياضي                                   | 12,000 / 8,000  |
| فانجا    | فنجا          | عبدالرحيم الهاجري (مارس 2015–)   | مجمع السلطان قابوس الرياضي / استاد شرطة عمان السلطانية / استاد السيب | 14,000          |
| صحم      | ولاية صحم     | برانكو سميلجانيتش (نوفمبر 2014–) | مجمع صحار الرياضي الإقليمي                                           | 19,000          |
| صحار     | ولاية صحار    | ثائر عدنان (أبريل 2015–)         | مجمع صحار الرياضي الإقليمي                                           | 19,000          |
| صور      | ولاية صور     | يوسف الرفالي (يناير 2015–)       | مجمع صور الرياضي                                                     | 8,000           |